# مركز الشيخ زايد لتعليم اللغة العربية لغير الناطقين بها
مركز الشيخ زايد لتعليم اللغة العربية للناطقين بغيرها هو مركز تعليم اللغة العربية الفصحى لغير الناطقين بها طبقا لمعايير الجودة العالمية وتوفير أفضل الإمكانات من الهيئة التدريسية والخبراء المؤهلين والتوسع في استخدام الوسائط والتقنيات الحديثة، وهو مركز معتمد لتدريب وتأهيل مدرسي اللغة العربية. 
يقع داخل حرم جامعة الأزهر بمدينة نصر بالقاهرة.

## الأهداف
1. إعداد منهج أزهرى لتعلم اللغة العربية وفقاً لأحدث النظم التربوية والتعليمية.
2. تقديم الخدمة للباحثين لتعلم اللغة العربية.
3. تقديم خدمة لأعضاء البعثات الدبلوماسية الراغبين في تعلم اللغة العربية.
4. تقديم خدمة للطلاب الوافدين من الجامعات الأخرى.
5. تدريب المدرسين وتأهيلهم معرفياً ومهنياً.
6. توسيع الخدمة لتقديمها خارج مصر عن طريق افتتاح فروع بالخارج.
7. بلورة وتطوير اختبار معيارى عالمي.
8. تطوير برنامج تعلم اللغة العربية عن طريق التعليم عن بعد.

## الفئة المستهدفة
أكـد الدكتور محمود عبده فرج رئيس مركز الشيخ زايد لتعليم اللغة العربية لغير الناطقين بها التابع للأزهر الشريف أن المركز ساهم في تعلم أكثر من 9 آلاف طالب وطالبة من أكثر من عشرين جنسية بفضل السلسلة المتقنة التي قام بها الأزهر الشريف في سهولة وتعلم اللغة العربية لغير الناطقين بها والتمكن من القراءة الصحيحة مما يساعدهم في تعلم العلوم الشرعية بلغتهم والتعرف على الجوانب المضيئة في الحضارة الإسلامية.